# Kreis Segeberg
Der Kreis Segeberg (plattdeutsch Kreis Sebarg) ist ein Kreis im Süden des Landes Schleswig-Holstein. Er gehört zur Metropolregion Hamburg. Kreisstadt ist Bad Segeberg.

## Geografie
Der Kreis Segeberg grenzt im Norden an den Kreis Rendsburg-Eckernförde, an die kreisfreie Stadt Neumünster und an den Kreis Plön, im Osten an den Kreis Ostholstein, im Südosten an den Kreis Stormarn und an die Freie und Hansestadt Hamburg und im Westen an die Kreise Pinneberg und Steinburg.
Der Bevölkerungs- und Wirtschaftsschwerpunkt des Kreises liegt im Südwesten auf der Siedlungsachse Norderstedt – Henstedt-Ulzburg – Kaltenkirchen. Hier leben allein etwa 130.000 Menschen, knapp die Hälfte der Bevölkerung des Kreises, in drei der 95 Gemeinden auf 120 km² der insgesamt 1344 km² Fläche.

## Geschichte
Der Kreis Segeberg hat seinen historischen Vorläufer in der Vogtei Segeberg, einem Militär- und Verwaltungsbezirk, der sich um die 1134 errichtete Siegesburg bildete. Nach der Umwandlung der Vogtei in das „Amt Segeberg“ im 15. Jahrhundert kristallisierte sich eine administrative Zweiteilung des Territoriums in ein dem Amtmann unterstelltes mittleres und westliches und ein von adligen Gutsherrn verwaltetes östliches Gebiet heraus. Erst nach der Eingliederung Schleswig-Holsteins in die preußische Monarchie wurde mit der „Verordnung, betreffend die Organisation der Kreis- und Distriktbehörden sowie die Kreisvertretung in der Provinz Schleswig-Holstein“ vom 22. September 1867 auch der Kreis Segeberg gebildet. Der Sitz des Landrats als obersten Verwaltungsbeamten des Kreises ist seitdem Segeberg. Als Schöpfer der Segeberger Kreisverwaltung gilt Freiherr von Willemoes-Suhm (1877–1892), der auch das bis heute genutzte Kreishaus, Hamburger Straße 30, errichten ließ.

### Weimarer Republik und Zeit des Nationalsozialismus
Mit der Verordnung über die Neugliederung von Landkreisen vom 1. August 1932 wurden die Gemeinden Boostedt, Braak, Brokenlande, Gadeland, Groß Kummerfeld, Großenaspe, Heidmühlen, Klein Kummerfeld, Latendorf, Willingrade und Wittorf des aufgelösten Kreises Bordesholm in den Kreis Segeberg eingegliedert. Der Kreis Segeberg gab am 1. April 1938 die Gemeinde Wittorf wiederum an die kreisfreie Stadt Neumünster ab.
Landrat war von 1932 bis 1945 Waldemar von Mohl, der trotz seiner Parteimitgliedschaft mehrfach mit der NSDAP aneinandergeriet. Seine Rolle im NS-Staat wird allerdings zunehmend kritisch gesehen. Am konkreten Beispiel Waldemar von Mohls lässt sich viel lernen darüber, wie Angehörige
traditioneller Eliten trotz zum Teil vorhandener innerer Distanz mitmachten und den NS-Staat erst ermöglichten.
Im Kreis Segeberg bauten Werner Stiehr und Otto Gubitz die NSDAP auf, wobei der regionale SA-Führer Edgar Jeran (1908–1978) den rücksichtslosen und brutalen Schläger darstellte, so Gubitz in seinem Tagebuch am 21. März 1930 (Lehmann, S. 162 f.): „Die geistig klare Überlegung des sehr aktiven, mittlerweile zum Kreisleiter ernannten, Pg. Stiehr, und der Draufgänger und SA-Führer Jeran, waren, sind und bleiben das Gerüst der Partei im Kreis Segeberg. Das schnelle Durchdringen der neuen Idee ist zum größten Teil auf die zähe Arbeit dieser beiden Kämpfer zurückzuführen.“ Bei der Reichstagswahl 1930 entfielen im Kreis Segeberg von 23 467 gültigen Stimmen enorme 9540 (40,6 Prozent) auf die NSDAP, ein Ergebnis der Parteiagitation. Am 31. Juli 1932 bei der vorletzten freien Reichstagswahl errang die NSDAP im Kreis sogar die Zweidrittelmehrheit: 19 265 Wähler (67,4 Prozent) gaben ihre Stimme der Partei; in den ländlichen Gemeinden unter 2000 Einwohnern wurden vielfach fast 80 Prozent der Stimmen erreicht. Die protestantische Landbevölkerung in Schleswig-Holstein öffnete sich der NSDAP wegen der Agrarkrise besonders früh (Nationalsozialismus und Landvolkbewegung). Jeran wurde 1933 bis 1934 kommissarischer Bürgermeister in Bad Segeberg.
Kurz nach der „Machtergreifung“ errichtete die SA im Kreis Segeberg ein frühes („wildes“) Konzentrationslager in Kuhlen bei Rickling in Schleswig-Holstein. Es bestand vom 18. Juli 1933 bis 27. Oktober 1933. Mitte Juli 1933 wies der damalige Landrat Waldemar von Mohl, dem das Lager unterstellt war, die ersten Häftlinge in das von der SA errichtete   KZ Kuhlen ein. Bei den insgesamt 189 Inhaftierten handelte es sich meist um Kommunisten und Sozialdemokraten. die für den Landesverein arbeiten mussten. Bekanntester Häftling war der KPD-Politiker Reinhard Jürgensen. Das ehemalige Mitglied des Reichstages wurde im Dezember 1933 im KZ Fuhlsbüttel ermordet. Im Sommer 1944 errichtet die SS ein weiteres KZ-Außenlager Kaltenkirchen. Es war ein Außenlager des KZ Neuengamme im heutigen Ortsteil Springhirsch der Gemeinde Nützen im Kreis Segeberg, zwischen Quickborn und Bad Bramstedt.
An die Opfer der Euthanasie im „Lindenhof“, den „Holsteinischen Heilstätten für Nerven- und Alkoholkranke“ des Landesvereins für Innere Mission in Rickling erinnern heute zwei Gedenktafeln in der Kirche. Zum Beispiel, überlebten von insgesamt 175 Frauen, die vom „Lindenhof“ in die  Preußische Landesheil- und Pflegeanstalt Pfafferode im Rahmen der Aktion Brandt nach Thüringen deportiert wurden, nur 19 den Krieg. Neun weitere starben bis 1947.
Die Geschichte des Nationalsozialismus im Kreis Segeberg wurde Jahrzehnte verschwiegen und verdrängt. Erst in den 1970er Jahren begann ihre Aufarbeitung. In der Folge entstanden nach und nach Gedenkorte im Kreis Segeberg für die Opfer die Opfer des Nationalsozialismus, z. B. in Bad Bramstedt, Bad Segeberg, Boostedt, Henstedt-Ulzburg, Nützen, Kisdorf, Norderstedt, Rickling, Sülfeld und Wahlstedt.

### Nach 1945
Der Landrat ab 1946 war der aus dem protestantischen Widerstand kommende Paul Pagel (CDU), der 1947 zusätzlich Landesminister wurde. Er begründete 1945 CDU in Bad Segeberg mit. Sein Nachfolger 1950 wurde der schwer belastete Walter Alnor.
Neben der Beibehaltung des Titels „Landrat“ wurde 1950 zugleich das Amt des „Kreispräsidenten“ als Vorsitz und Sitzungsleitung des Kreistages geschaffen.
Eine prägende Gestalt war der von 1966 bis 1990 amtierende Landrat Anton Graf Schwerin von Krosigk, der genau 8888 Tage im Amt war.
In der am 1. Januar 1970 durchgeführten Gebietsreform gewann der Kreis die neu gebildete Stadt Norderstedt, entstanden aus vier Gemeinden der Kreise Pinneberg und Stormarn, hinzu. Dafür trat er am 26. April 1970 die Gemeinde Gadeland an die Stadt Neumünster ab.
Am 1. Januar 2006 schlossen sich die Ämter Segeberg-Land und Wensin zum Amt Trave-Land zusammen. Zum 1. Januar 2008 trat die Gemeinde Boostedt dem Amt Rickling bei, das sich in Amt Boostedt-Rickling umbenannte, und die Gemeinde Trappenkamp schloss sich dem Amt Bornhöved an.

### Einwohnerentwicklung jeweiliges Kreisgebiet
Die Einwohnerzahlen beziehen sich auf den jeweiligen Gebietsstand.
| Jahr | Einwohner | Quelle |
| ---- | --------- | ------ |
| 1890 | 38.967    | [ 9 ]  |
| 1900 | 39.724    | [ 9 ]  |
| 1910 | 44.886    | [ 9 ]  |
| 1925 | 47.687    | [ 9 ]  |
| 1933 | 52.884    | [ 9 ]  |
| 1939 | 53.445    | [ 9 ]  |
| 1946 | 112.431   | [ 10 ] |
| 1950 | 111.214   | [ 9 ]  |
| 1960 | 92.700    | [ 9 ]  |
| 1970 | 164.600   | [ 11 ] |
| 1980 | 208.800   | [ 12 ] |
| 1990 | 220.300   | [ 9 ]  |
| 2000 | 247.611   | [ 13 ] |
| 2010 | 259.200   | [ 13 ] |
| 2020 | 278.007   | [ 13 ] |

### Einwohnerentwicklung heutiger Gebietsstand

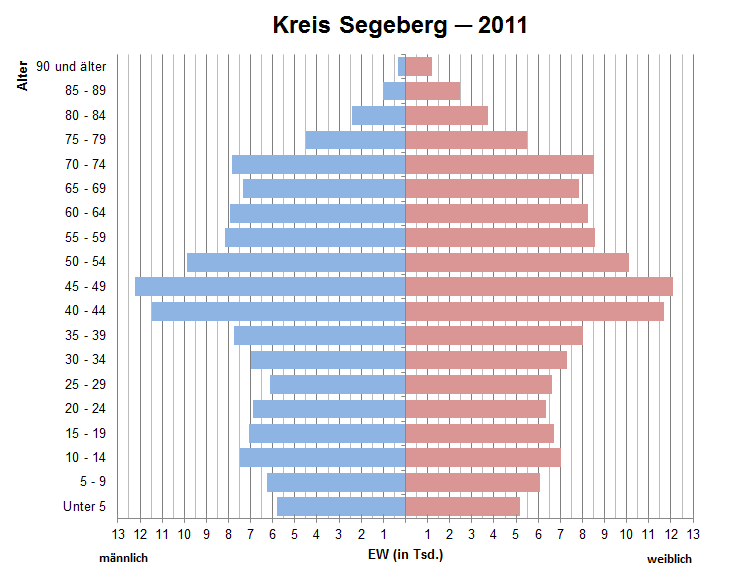
Bevölkerungspyramide für den Kreis Segeberg (Datenquelle: Zensus 2011)

Die Einwohnerzahlen bis 1970 beziehen sich auf den Gebietsstand am 27. Mai 1970.
| Jahr            | Einwohner |
| --------------- | --------- |
| 1871 (1. Dez.)  | 47.052    |
| 1885 (1. Dez.)  | 45.186    |
| 1895 (2. Dez.)  | 44.551    |
| 1905 (1. Dez.)  | 47.569    |
| 1925 (16. Juni) | 55.341    |
| 1939 (17. Mai)  | 62.700    |
| 1950 (13. Sep.) | 129.350   |

| Jahr            | Einwohner |
| --------------- | --------- |
| 1961 (6. Juni)  | 122.429   |
| 1970 (27. Mai)  | 164.634   |
| 1987 (25. Mai)  | 212.110   |
| 2002 (30. Juni) | 253.292   |
| 2007 (31. Dez.) | 258.336   |
| 2012 (31. Dez.) | 261.988   |

### Konfessionsstatistik
Gemäß der Volkszählung 2011 waren 44,8 % der Einwohner evangelisch, 5,7 % römisch-katholisch und 49,5 % waren konfessionslos, gehörten einer anderen Religionsgemeinschaft an oder machten keine Angabe. Der Anteil der Protestanten und Katholiken am Gesamtbevölkerung ist seitdem mit 1 % jährlich gesunken. Gemäß dem Zensus 2022 waren (Stand Mai 2022) 33,9 % der Einwohner evangelisch, 5,1 % katholisch und 61,0 % waren konfessionslos, gehörten einer anderen Glaubensgemeinschaft an oder machten keine Angabe.

## Politik

### Kreistag
| Kreistagswahl Segeberg 2023Wahlbeteiligung: 47,8 % 403020100 36,9 %18,3 %16,8 %10,3 %8,5 %4,4 %2,1 %1,5 %1,4 %n. k. % CDUSPDGrüneAfDFDPFWLinkePARTEIBasisWI-SEjGewinne und Verlusteim Vergleich zu 2018 %p 4 2 0 −2 −4 −6−0,1 %p−3,2 %p+1,7 %p+3,3 %p+0,3 %p+1,5 %p−1,6 %p+1,5 %p+1,4 %p−4,1 %pCDUSPDGrüneAfDFDPFWLinkePARTEIBasisWI-SEAnmerkungen:j Wählerinitiative Segeberg | Sitzverteilung im Kreistag Segeberg seit 2023Insgesamt 67 Sitze - Linke: 1 - PARTEI: 1 - SPD: 12 - Grüne: 9 - FDP: 5 - FW: 3 - CDU: 26 - Basis: 1 - AfD: 7 - fraktionslos: 2 |

Die Grünen zogen mit elf Mandaten in den Kreistag ein. Die Fraktionsvorsitzende der Fraktion, Regina Spörel, trat am 7. Oktober 2023 der CDU-Fraktion bei. Die Abgeordnete Annelie Eick trat Anfang November ebenfalls der CDU-Fraktion bei. Am 29. Januar 2024 trat der Abgeordnete Alexander-Georg Rackow aus der FDP-Fraktion aus. Der Abgeordnete Nils Christian Böttger kam einem Parteiausschlussverfahren zuvor und trat zum 31. März 2024 aus der CDU und auf Wunsch des CDU-Kreisvorstandes auch aus der CDU-Fraktion aus.
Der Kreistag des Kreises Segeberg ist ein Organ der kommunalen Selbstverwaltung und legt die Ziele und Grundsätze für die Arbeit der Kreisverwaltung fest. Der Kreistag wird von den wahlberechtigten Bürgern des Kreises Segeberg alle fünf Jahre zusammen mit den Kommunalvertretungen auf Gemeindeebene gewählt. Die letzte Wahl fand am 14. Mai 2023 statt.
Im Folgenden die Ergebnisse zwischen 2008 und 2018:
| Partei                            | Prozent 2008 | Mandate 2008 | Prozent 2013 | Mandate 2013 | Prozent 2018 | Mandate 2018 |
| --------------------------------- | ------------ | ------------ | ------------ | ------------ | ------------ | ------------ |
| CDU                               | 42,1 %       | 27*          | 43,7 %       | 25           | 37,0 %       | 23           |
| SPD                               | 26,3 %       | 17           | 29,0 %       | 16           | 21,5 %       | 13           |
| GRÜNE                             | 11,4 %       | 7            | 14,2 %       | 8            | 15,1 %       | 9            |
| FDP                               | 11,8 %       | 7            | 6,1 %        | 3            | 8,2 %        | 5            |
| AfD                               | -            | -            | -            | -            | 7,5 %        | 5            |
| Wählerinitiative Segeberg (WI-SE) | -            | -            | -            | -            | 4,1 %        | 3            |
| DIE LINKE.                        | 7,4 %        | 4            | 3,1 %        | 2            | 3,7 %        | 2            |
| FREIE WÄHLER                      | -            | -            | -            | -            | 2,9 %        | 2            |
| PIRATEN                           | -            | -            | 3,5 %        | 2            | -            | -            |
| Die Unabhängigen*                 | 1,0 %        | 2            | 0,3 %        | 0            | -            | -            |
| WIR SIND DAS VOLK (WSDV)          | -            | -            | 0,2 %        | 0            | -            | -            |
| Gesamt                            | 100          | 64           | 100          | 56           | 100          | 62           |
| Wahlbeteiligung in Prozent        | 47.9         | 47.9         | 44,9         | 44,9         | 43,7         | 43,7         |

Alle Kreistagsmitglieder sind im Transparenzportal abgeordnetenwatch.de vertreten. Dort kann jeder Bürger den gewählten Kommunalpolitikern öffentlich Fragen stellen.

### Wappen
Blasonierung: „In Silber ein aus vier spitzbedachten roten Ziegeltürmen bestehendes Kreuz, bewinkelt von vier grünen Seerosenblättern und in seiner ausgebrochenen Kreuzungsstelle belegt mit dem holsteinischen Wappenschild: in Rot ein silbernes Nesselblatt.“

### Flagge

Flagge des Kreises Segeberg

Die Kreisflagge zeigt inmitten eines weißen, oben und unten von einem roten Streifen begrenzten Tuches das Kreiswappen ohne Schild, etwas zur Stange hin verschoben.

### Landräte
Als Landräte seit 1868 wirkten:
- 1868–1870: Cay Lorenz von Brockdorff (seit 1866 als Amtmann)
- 1870–1877: Ernst von Gayll
- 1877–1891: Peter Friedrich von Willemoes-Suhm
- 1892–1901: Karl von Platen-Hallermund
- 1901: Hans von Boddien (kommissarisch)
- 1901–1928: Otto Ilsemann
- 1928–1932: Otto zu Rantzau
- 1932: Eggert Reeder (kommissarisch)
- 1932–1945: Waldemar von Mohl
- 1945–1946: Christian Laurup Jensen
- 1946–1950: Paul Pagel
- 1950–1959: Walter Alnor
- 1959–1966: Joachim Dorenburg
- 1966–1990: Anton Graf Schwerin von Krosigk
- 1. August 1990 – 31. Juli 2008: Georg Gorrissen
- 1. August 2008 – 31. August 2008: Claus-Peter Dieck (kommissarisch)
- 1. September 2008 – 31. August 2014: Jutta Hartwieg
- seit 1. September 2014: Jan Peter Schröder

## Wirtschaft
Im Zukunftsatlas 2016 belegte der Kreis Segeberg Platz 138 von 402 Landkreisen, Kommunalverbänden und kreisfreien Städten in Deutschland und zählt damit zu den Regionen mit „Zukunftschancen“. Der Kreis belegt damit den zweiten Platz innerhalb von Schleswig-Holstein.
Der Wirtschaftsschwerpunkt des Kreises liegt an der A 7 auf der Achse Norderstedt – Henstedt-Ulzburg – Kaltenkirchen. Im eher ländlich geprägten Nordosten des Kreises mit der Kreisstadt Bad Segeberg als Mittelpunkt liegen die wirtschaftlichen Stärken in der Gesundheitswirtschaft (u. a. Segeberger Kliniken), der Naherholung und dem Tourismus (u. a. Karl-May-Spiele Bad Segeberg und Naturpark Holsteinische Schweiz).

## Verkehr
Durch das Kreisgebiet verläuft im westlichen Teil die A 7 mit den Anschlussstellen Henstedt-Ulzburg, Kaltenkirchen, Bad Bramstedt und Großenaspe. Im Osten durchquert die A 21 den Kreis. In Planung als neue Ost-West-Verbindung ist die Verlängerung der A 20 von Lübeck quer durch den Kreis Segeberg bis zu einer Kreuzung mit der A 7 bei Bad Bramstedt und weiter durch den Kreis Steinburg zu einer neuen Elbquerung.
Die Schiene erschließt den Kreis mit mehreren Bahnlinien:
- die Bahnstrecke Neumünster – Bad Segeberg – Bad Oldesloe verläuft im Nordostteil des Kreises
- die Linie Neumünster – Hamburg (AKN) erschließt den Westteil und verläuft etwa parallel zur Autobahn A7

Von der AKN-Strecke zweigen die „Alsternordbahn“ Ulzburg Süd – Norderstedt Mitte und die Bahnstrecke Henstedt-Ulzburg – Elmshorn ab. Sie haben weitere Haltepunkte im Kreis Segeberg.
Zwischen Norderstedt Mitte und Garstedt hat die Hamburger U-Bahn-Linie U1 drei Haltestellen im Kreisgebiet.
Der gesamte ÖPNV wurde 2003 in den HVV eingegliedert. Zuvor gehörte lediglich der Südteil des Kreises Segeberg (unter anderem mit Norderstedt und Henstedt-Ulzburg) zum Verkehrsverbund.
Die Bahnlinie Hamburg-Kiel verfügt mit den Bahnhöfen Wrist und Brokstedt über zwei Stationen im Abstand von wenigen 100 Metern zur Westgrenze des Kreises Segeberg. Hier gilt seit dem 1. Januar 2022 ebenfalls der HVV-Tarif.

## Wissenschaft
Das Forschungszentrum Borstel – Leibniz-Lungenzentrum ist eine Einrichtung der Leibniz-Gemeinschaft zur interdisziplinären biomedizinischen Forschung auf dem Gebiet der Pneumologie.

## Gemeinden
(Einwohner am 31. Dezember 2023)
| Amtsfreie Gemeinden | Amtsfreie Gemeinden |
| --- | --- |
| - 1. Bad Bramstedt, Stadt (15.431) - 2. Bad Segeberg, Stadt (19.017) - 3. Ellerau (6131) - 4. Henstedt-Ulzburg (28.142) | - 5. Kaltenkirchen, Stadt (23.183) - 6. Norderstedt, Große kreisangehörige Stadt (81.834) - 7. Wahlstedt, Stadt (9818) |

Ämter mit amtsangehörigen Gemeinden (* = Sitz der Amtsverwaltung)
| - 1. Amt Auenland Südholstein (11.139) 1. Alveslohe (2800) 2. Hartenholm (1855) 3. Hasenmoor (705) 4. Lentföhrden (2593) 5. Nützen* (1233) 6. Schmalfeld (1953) - 2. Amt Bad Bramstedt-Land (11.244) [Sitz: Bad Bramstedt] 1. Armstedt (389) 2. Bimöhlen (1055) 3. Borstel (128) 4. Föhrden-Barl (302) 5. Fuhlendorf (426) 6. Großenaspe (3056) 7. Hagen (455) 8. Hardebek (503) 9. Hasenkrug (362) 10. Heidmoor (299) 11. Hitzhusen (1241) 12. Mönkloh (249) 13. Weddelbrook (1063) 14. Wiemersdorf (1716) - 3. Amt Boostedt-Rickling (12.913) 1. Boostedt* (5977) 2. Daldorf (632) 3. Groß Kummerfeld (1849) 4. Heidmühlen (667) 5. Latendorf (611) 6. Rickling (3177) - 4. Amt Bornhöved (11.026) 1. Bornhöved (3375) 2. Damsdorf (255) 3. Gönnebek (572) 4. Schmalensee (482) 5. Stocksee (394) 6. Tarbek (171) 7. Tensfeld (723) 8. Trappenkamp* (5054) | - 5. Amt Itzstedt (19.060) 1. Tangstedt 2 (6432) 2. Itzstedt* (2496) 3. Kayhude (1179) 4. Nahe (2506) 5. Oering (1401) 6. Seth (1730) 7. Sülfeld (3316) - 6. Amt Kisdorf (10.680) 1. Hüttblek (402) 2. Kattendorf* (783) 3. Kisdorf (3952) 4. Oersdorf (887) 5. Sievershütten (1103) 6. Struvenhütten (932) 7. Stuvenborn (873) 8. Wakendorf II (1373) 9. Winsen (Holstein) (375) - 7. Amt Leezen (9111) 1. Bark (1005) 2. Bebensee (630) 3. Fredesdorf (407) 4. Groß Niendorf (650) 5. Högersdorf (391) 6. Kükels (449) 7. Leezen* (1912) 8. Mözen (449) 9. Neversdorf (728) 10. Schwissel (276) 11. Todesfelde (1116) 12. Wittenborn (1098) 13. Buchholz (Forstgutsbezirk), gemeindefreies Gebiet (unbewohnt) | - 8. Amt Trave-Land (19.971) [Sitz: Bad Segeberg] 1. Bahrenhof (201) 2. Blunk (563) 3. Bühnsdorf (354) 4. Dreggers (50) 5. Fahrenkrug (1572) 6. Geschendorf (543) 7. Glasau (821) 8. Groß Rönnau (561) 9. Klein Gladebrügge (642) 10. Klein Rönnau (1912) 11. Krems II (395) 12. Negernbötel (975) 13. Nehms (562) 14. Neuengörs (803) 15. Pronstorf 1 (1527) 16. Rohlstorf (1163) 17. Schackendorf (869) 18. Schieren (258) 19. Seedorf (2197) 20. Stipsdorf (240) 21. Strukdorf (254) 22. Travenhorst (185) 23. Traventhal (524) 24. Wakendorf I (468) 25. Weede (986) 26. Wensin (894) 27. Westerrade (452) |

## Ehemalige Gemeinden
Die folgenden Gemeinden des Kreises Segeberg wurden während seines Bestehens in andere Gemeinden eingegliedert:
| Gemeinde                | eingemeindet nach | Datum           |
| ----------------------- | ----------------- | --------------- |
| Altengörs               | Neuengörs         | 1. Januar 1972  |
| Braak                   | Latendorf         | 1. April 1939   |
| Bredenbekshorst         | Struvenhütten     | 1. April 1937   |
| Brokenlande             | Großenaspe        | 1. April 1936   |
| Christiansfelde         | Bad Segeberg      | 1. April 1937   |
| Fehrenbötel             | Rickling          | 1. Januar 1970  |
| Gadeland                | Neumünster        | 26. April 1970  |
| Götzberg                | Henstedt-Ulzburg  | 1. Januar 1970  |
| Hamdorf                 | Negernbötel       | 1. Januar 1974  |
| Heiderfeld              | Leezen            | 1. Oktober 1937 |
| Heidmühlen (Bordesholm) | Heidmühlen        | 1. Oktober 1935 |
| Heidmühlen (Segeberg)   | Heidmühlen        | 1. Oktober 1935 |
| Henstedt                | Henstedt-Ulzburg  | 1. Januar 1970  |
| Kampen                  | Nützen            | 1. April 1936   |
| Klein Kummerfeld        | Groß Kummerfeld   | 1. April 1939   |
| Klein Niendorf          | Bad Segeberg      | 1. April 1937   |
| Krems I                 | Leezen            | 1. Oktober 1937 |
| Mielsdorf               | Weede             | 1. Januar 1974  |
| Reinsbek                | Pronstorf         | 1. Oktober 1937 |
| Söhren                  | Weede             | 1. Januar 1972  |
| Steinbek                | Weede             | 1. April 1937   |
| Stubben                 | Neuengörs         | 1. Januar 1972  |
| Tönningstedt            | Sülfeld           | 1. Oktober 1936 |
| Ulzburg                 | Henstedt-Ulzburg  | 1. Januar 1970  |
| Weide                   | Bimöhlen          | 1. April 1936   |
| Willingrade             | Groß Kummerfeld   | 1. April 1939   |
| Wittorf                 | Neumünster        | 1. April 1938   |
| Wulfsfelde              | Pronstorf         | 1. Oktober 1937 |

Die beiden heutigen Gemeinden Klein Gladebrügge und Traventhal waren vom 1. Januar 1974 bis zum 1. Januar 1998 zu einer Gemeinde Groß Gladebrügge zusammengeschlossen. Bis zu ihrer Auflösung in den 1920er Jahren gab es im Kreis Segeberg außerdem eine größere Anzahl von Gutsbezirken. Der Forstgutsbezirk Buchholz besteht bis heute fort.

## Schutzgebiete
Im Kreis befinden sich 16 ausgewiesene Naturschutzgebiete (Stand Februar 2017).

## Kfz-Kennzeichen
Am 1. Juli 1956 wurde dem Kreis bei der Einführung der bis heute gültigen Kfz-Kennzeichen das Unterscheidungszeichen SE zugewiesen. Es wird durchgängig bis heute ausgegeben.